# Gestion technique de bâtiment
Pour les articles homonymes, voir GTB.
La gestion technique de bâtiment (GTB) est un système informatique généralement installé dans des grands bâtiments ou dans des installations industrielles afin de superviser l’ensemble des équipements qui y sont installés.
La GTB évolue vers la gestion active du bâtiment, via l'immotique.

## Objectif
Il s'agit de permettre au gestionnaire d'avoir une vue globale du fonctionnement et des automatismes d'un bâtiment ou d'une installation industrielle.
Les données recueillies sont de diverses natures :
- des alarmes (panne, arrêt anormal, mesure dépassant un seuil…) ;
- des états (fonctionnement d’un équipement, position, retour de commande…) ;
- des mesures (température, temps de fonctionnement, nombre de pannes…).

Les équipements supervisés peuvent être entre autres :
- l'alimentation électrique (TGBT, tableaux divisionnaires) ; l'alimentation de secours (groupes électrogènes, batteries)
- l'éclairage ;
- les circulations verticales ;
- le chauffage, la ventilation et la climatisation (CVC) ;
- la plomberie (pompes de relevage, cuves…) ;
- le contrôle d’accès ;
- la vidéosurveillance.
- les dispositifs incendie (alarmes, extinction)

## Architecture matérielle
Un système de GTB est constitué :
1. d'un poste informatique de gestion équipé d'un logiciel de supervision (SCADA) ;
2. d’un réseau reliant les « concentrateurs » au poste de gestion ;
3. de plusieurs automates concentrateurs recueillant les informations des équipements au plus près du bâtiment.

## GTB et performance énergétique du bâtiment
L'intérêt de la GTB est aussi d'améliorer la performance énergétique du bâtiment en réalisant des économies d'énergie, grâce aux fonctions suivantes :
- la régulation du chauffage ;
- la régulation du refroidissement ;
- la régulation de la ventilation et de la climatisation ;
- la commande de l'éclairage ;
- la commande des stores.